# طالبی (نیشابور)
طالبی، روستایی در دهستان سرولایت بخش سرولایت شهرستان نیشابور استان خراسان رضوی ایران است.

## جمعیت
بر پایه سرشماری عمومی نفوس و مسکن در سال ۱۳۹۵ جمعیت این مکان ۵۶۷ نفر (۱۸۸خانوار) بوده‌است.